# Spracherwerb
Mit Spracherwerb (auch: Sprachentwicklung) wird in der Regel die Aneignung einer ersten Sprache durch das aufwachsende Kind bezeichnet.
Neben dem einsprachigen Spracherwerb gibt es auch noch den doppelten oder mehrfachen Spracherwerb, den gleichzeitigen Erwerb zweier oder mehrerer Sprachen durch ein Kind. Der Erwerb der ersten oder Muttersprache wird auch als Erstspracherwerb bezeichnet. Als Zweitspracherwerb bezeichnet die Forschung den Erwerb einer zweiten Sprache nach Erwerb der ersten, in der Regel durch Einbeziehung der Lerner in die Alltagskommunikation in natürlicher Umgebung. Erst- und Zweitspracherwerb kontrastieren mit dem Fremdspracherwerb. Hier wird die Sprache in der Regel im Unterricht innerhalb von Bildungsinstitutionen wie der Schule vermittelt, unter Zuhilfenahme eines Lehrplans und didaktischer Konzepte. Man bezeichnet den Fremdspracherwerb deshalb in der Forschung auch nicht so sehr als Erwerb, sondern als Sprachenlernen, wobei die Grenze zwischen Erwerb und Lernen nicht immer klar gezogen werden kann.
Der Erstspracherwerb ist ein Forschungsgegenstand, mit dem sich verschiedene wissenschaftliche Disziplinen befassen, darunter vor allem die Psycholinguistik im Speziellen als auch die Linguistik im Allgemeinen und die Entwicklungspsychologie, ferner die Biologie, die Anthropologie und die Forschung zur nonverbalen Kommunikation. Speziell beim Fremdspracherwerb spielt ferner noch die Fremdsprachendidaktik eine wichtige Rolle.

## Formen des Spracherwerbs
Man unterscheidet im Wesentlichen die folgenden Formen des Spracherwerbs oder der Sprachaneignung:
- Erwerb der Erstsprache (L1) beim Kind, umgangssprachlich auch Muttersprache genannt, auch wenn noch andere Bezugspersonen als die Mutter eine Rolle spielen können
- doppelter oder mehrfacher Erstspracherwerb: paralleler Erwerb von zwei oder mehr Sprachen als Kind (Bilingualismus)
- Erwerb einer Zweitsprache (L2) im „natürlichen“ Kontext
- Erwerb einer Fremdsprache in gelenkten Lernsituationen (Unterricht, Kurs)

Zwischen Zweit- und Fremdsprache wird in der Literatur unterschiedlich differenziert. Einige Forscher bezeichnen jegliche Sprache, die als zweites nach dem Erwerb der Erstsprache gelernt wird, als Zweitsprache. Andere Forscher nennen lediglich Sprachen, die zusätzlich zur Erstsprache in einem Alltagskontext (also etwa auf der Straße, beim Einkaufen oder auf der Arbeit) erworben wird, Zweitsprachen. Klassisches Beispiel für einen solchen Erwerb einer Zweitsprache ist der Deutscherwerb durch Migranten, die im Kindes- oder Erwachsenenalter z. B. nach Deutschland einwandern und dort Deutsch im Alltag erlernen, ohne einen formalen Unterricht zu durchlaufen. Diese Zweitsprache ist also eine zusätzliche Sprache zur Erstsprache, die Minderheiten für die Alltagsbewältigung zusätzlich benötigen. Im Gegensatz zu dieser Zweitsprache ist eine Fremdsprache eine Sprache, so die Forscher, die durch einen gesteuerten Sprachunterricht systematisch gelernt wird. Andere Forscher verzichten auf eine Unterscheidung zwischen Zweit- und Fremdsprache und sprechen stattdessen vom ungesteuerten und gesteuerten Zweitspracherwerb. In diesem Zusammenhang wird auch häufig davon gesprochen, dass Kinder und Erwachsene eine Zweitsprache ungesteuert „erwerben“, während eine Sprache in der Schule „gelernt“ wird. Häufig wird die in der Schule gelernte Fremdsprache auch nicht im Alltag verwendet, im Gegensatz zur ungesteuert „auf der Straße“ erworbenen Zweitsprache.

## Phasen
Im Erstspracherwerb kann man bestimmte Phasen beobachten, die nacheinander durchlaufen werden und in denen das Kind nach und nach die Laute, den Wortschatz und die Grammatik der Erstsprache erwirbt.

### Pränatal
Das Ohr ist eines der ersten Organe, die beim Menschen funktionieren. Eine Woche nach der Befruchtung bilden sich Ansätze der Ohren am Embryo. Nach ungefähr viereinhalb Monaten ist das Hörorgan (Labyrinth mit Cochlea) vollständig entwickelt und hat seine endgültige Größe erreicht. Das ermöglicht dem Fötus erste Spracherfahrungen zu machen. Wegen der intrauterinen Bedingungen (Uterus und Fruchtwasser wirken wie ein Tiefpassfilter) ist die Wahrnehmung vor allem auf prosodische Aspekte, die Sprachmelodie, beschränkt. Es werden tiefe Frequenzen bis 500–700 Hz übertragen, der Druckpegel sinkt signifikant bei steigender Frequenz. Viele der vorhandenen Außengeräusche werden nicht von biologischen Geräuschen überdeckt. Der Pegel von sehr niedrigen Frequenzen (< 300 Hz) erreicht ähnliche Werte wie ex utero. Die mütterliche Stimme und Stimmen in der Nähe der Mutter treten deutlich gegenüber den Hintergrundgeräuschen hervor (sofern sie über 100 Hz liegen) und neben prosodischen Eigenschaften sind auch einige Phoneme verständlich. Die Dämpfung der mütterlichen Stimme ist sehr gering bis hin zu Verstärkung durch die Knochenleitung.
So kommt es, dass Kinder schon direkt nach der Geburt die Stimme ihrer Mutter erkennen können, genauso wie ihre Muttersprache und Geschichten oder Melodien, die sie während der Schwangerschaft oft präsentiert bekamen. Diese Erkennung beruht auf den prosodischen Faktoren, Lautfolgen ohne prosodische Informationen können sie nicht unterscheiden. Aktuelle Studien lassen aber vermuten, dass Kinder im Mutterleib doch schon mehr von der Sprache mitbekommen und dort auch verschiedene Stimmen unterscheiden und Silben voneinander trennen können.
So kann man an der Schreimelodie von Babys aus einem französisch- oder deutschstämmigen Umfeld unterscheiden, woher sie stammen. Erstere präferieren ansteigende Melodiemuster, während letztere häufiger abfallende Muster produzieren.

### Von der Geburt bis zum 20. Monat
Grundsätzlich bewegen sich Neugeborene oder machen große Augen als Reaktion auf ein lautes Geräusch. Sie drücken außerdem Wohlgefallen oder Unwohlsein durch Lachen, Kichern, Weinen und Lächeln aus.
6 bis 8 WochenBabys verfeinern ihre Hörfähigkeiten und suchen nach den Quellen von Klängen in ihrer Umgebung, die bestimmte prosodische Merkmale aufweisen. Neugeborene erzeugen Laute reflektorisch, z. B. bei der Nahrungsaufnahme. Von einem bewussten Nachahmen von Lauten kann in dieser Phase noch nicht gesprochen werden. Schreien dient als Ausdruck des Missbehagens und Wunsch nach Versorgung. Durch Reaktionen der Bezugsperson wird die kommunikative Funktion der Sprache kennengelernt und das Schreien wird differenzierter.
Präferenzen von Säuglingen bei der Wahrnehmung der Pausen, bei Unterbrechungen natürlich strukturierter Texte im Vergleich zu jenen künstlicher Texte sowie Präferenzen von Kleinkindern bei Übereinstimmung von Vorgesprochenem und Bild im Unterschied zur Nicht-Übereinstimmung weisen auf ein frühes „grammatisches Verständnis“ der Kinder hin.
2 bis 4 MonateDie neuronalen Strukturen des Babys haben sich so weit entwickelt, dass es inzwischen lacht und erste Laute, zumeist Vokale, und kurze Zeit später auch Silben produzieren kann. Ferner gibt es Urlaute von sich wie beispielsweise gurgeln, lallen, schmatzen, knurren oder Blasreiblaute. Bevor das Baby redet, ist es in der Lage, die Bedeutung von Gebärden (Gebärdensprache) zu erfassen und sich damit auszudrücken.
5 bis 9 MonateDas sogenannte kanonische Lallen (siehe auch: Idiolalie) tritt auf, welches durch Verdoppelung von bekannten Silben gekennzeichnet ist und die Vorstufe zur Wortbildung darstellt. Störungen beim Auftreten des Lallens sind ein guter Prädiktor für spätere Sprachstörungen. Dieses Übungsverhalten wird von Eltern oft freudig überbewertet, wenn das Kind beispielsweise „Mama“ oder „Papa“ sagt und so scheinbar eine Person benennt. Tatsächlich kommen diese Lautketten wahrscheinlich insofern zufällig zustande, als die betreffende Laute leicht zu bilden sind. Das Kind kann Wörter erst später mit Bedeutungen verbinden, wenn phonologische Komponenten der Sprache gefestigt sind. Vielfältige sensomotorische Erfahrungen sind Voraussetzung für das wachsende Sprachverständnis. Ferner kommt es zum Einüben von Satzmelodien und Sprechrhythmen.
10 bis 14 MonateDas Kleinkind bildet erstmals einfache Worte, die für gewöhnlich sehr spezifische „soziale“ Wörter sind und nur kontextgebunden eingesetzt werden, wie „essen“ und „schlafen“. Andere Wörter sind anfangs noch objektkonstant und werden nur bei Sichtkontakt des Genannten artikuliert. Vorläufer sind die Protowörter, bei denen das Kind erstmals Lautäußerungen mit bestimmten Situationen, Gegenständen, Personen und Tätigkeiten verbindet. Das Kleinkind bildet Ein-Wort-Sätze. Es ist kognitiv in der Lage, über Abwesendes zu sprechen.
18 MonateEinige Kinder haben hier die 50-Wort-Marke (expressives Lexikon) erreicht. Dies wird deshalb als wichtig angesehen, da von hier an der Worterwerb deutlich schneller erfolgt, die Wortschatzexplosion findet statt, welche auf der Erkenntnis fußt, dass alle Wörter einen semantischen Gehalt haben und somit alle Dinge benannt werden können. Das Kind befolgt einfache Doppelaufträge. Das 1. Fragealter tritt ein, es werden Was-Fragen (Bezeichnung) und Wo-Fragen gestellt.
Forschungen über das Sprachzentrum im Gehirn zeigen, dass eine ganze Reihe relativ breit verteilter Areale an der Sprachverarbeitung beteiligt sind und dass sich die meisten Sprachverarbeitungsareale im zweiten Lebensjahr in der dominanten Hirnhälfte ausbilden. Das Ohr ist beim menschlichen Embryo bereits nach viereinhalb Monaten als eines der ersten Organe vollständig ausgebildet und kann erste Spracheindrücke erwerben. Gehörlose oder Schwerhörige, die keine Therapie (mit Hörgerät oder Cochleaimplantat) erhalten, verstummen. Für eine nahezu natürliche Sprachentwicklung muss im ersten Lebensjahr mit einer auditiv-verbalen Therapie begonnen werden.

### 2 Jahre
Bis zu diesem Alter haben Kinder normalerweise die „magische 50“ an gesprochenen Wörtern erreicht. Erreichen sie die Mindestzahl von 50 Wörtern nicht, werden sie als Late Talker bezeichnet. Sie verwenden Alltagswörter, die sie zu Hause gehört haben, und sprechen einfache Zwei-Wort-Sätze. Außerdem lernen sie in diesem Alter ihre ersten Lieder. Wortschöpfungen treten auf und das Kind versteht noch viel mehr Aussagen aus dem vertrauten Alltagsleben als zuvor. Mit ca. 2½ Jahren wird Gebrauch von dem Wort „Ich“ gemacht, ebenso bildet es Echolalien von Sätzen oder aber auch Satzteilen.
Bei der Entwicklung der Syntax kann es zu Überregulationen (z. B. bei der Beugung unregelmäßiger Verben nach dem Muster regelmäßiger Verben) kommen, die nicht als Rückstand in der Entwicklung (im Sinne einer Unterregulation) zu interpretieren sind.

### 3 Jahre
Jetzt werden einfache Verben, Präpositionen, Adjektive und Pronomina verwendet und verstanden. Kinder können jetzt häufiger vollständige Sätze bilden und sind in der Lage, die Quelle eines Klanges zu erkennen.

### 4 bis 5 Jahre
Die Sprache ist jetzt verständlich, aber bei längeren oder komplexeren Wörtern kann weiterhin eine abweichende Aussprache auftreten. So können bei Konsonanten-Clustern einzelne Konsonanten ausgelassen werden wie z. B. bei der Ersetzung von „spritzen“ durch „spitzen“ (Deletion-Prozess). Auch das Weglassen unbetonter Silben (Silbenreduktion) wie z. B. die Ersetzung von „Lokomotive“ durch „Lokotive“ kommt vor. Das aktive Vokabular steigt rasch an und die meisten Kinder in diesem Alter können einer Unterhaltung folgen.
Ab dem Kindergartenalter wird die extern angeeignete Sprache interiorisiert. Fortan ist die Sprache nicht nur das Medium des stillen Denkens, sondern auch das wichtigste Hilfsmittel bei der Bewältigung psychischer Aufgaben (z. B. beim „Behalten“ von Sachverhalten).
Kinder lernen die Sprache weder einfach nach dem behavioristischen Prinzip der operanten Konditionierung noch nach den rationalistischen Vorstellungen unbewusster Regeln, die zu gegebener Zeit realisiert werden, sondern eher nach dem kulturhistorischen Ansatz der Sprache, der von der kommunikativen Funktion von Sprache in Interaktionen mit anderen Personen ausgeht und dem Sprechen nicht in kognitivistischer Art das Denken voraussetzt, sondern über das Sprechen zu sogenannten inneren Prozessen gelangt.
Gelernte Verhaltensweisen hinterlassen im Kortex Spuren, doch sind die entsprechenden neuronalen Muster nicht im Sinne einer statischen Organisation konstant verankert respektive ein für alle Mal lokalisierbar. Während der Entwicklung des Kindes werden diese Muster umorganisiert, und auch in den folgenden Lebensphasen verändern sich die Mikrostrukturen im Sinne der sogenannten neuronalen Plastizität.

### Zeitfenster bei der Sprachentwicklung
In der Sprachentwicklungsforschung werden verschiedene Zeitfenster diskutiert, in denen bestimmte Sprachentwicklungen nur möglich sind. Zwei Zeitfenster stimmen mit der jüngsten Forschung auf dem Gebiet der experimentellen Neurophysiologie und Neurowissenschaften über die Existenz einer kritischen (dauerhaft festgelegten) und einer sensitiven (besonders empfänglichen) Periode in der Entwicklung des Menschen überein. Sie bestätigen die Bedeutung der frühen Erkennung (Neugeborenenhörscreening) und Intervention (Hörverstärkung, Hörerziehung) für die Sprachentwicklung bei hörgeschädigten Kindern.
Das erste Zeitfenster (kritische Periode) reicht bis zum 8–9 Monat. In den 1970er Jahren entdeckte die Sprachheilpädagogin Ciwa Griffiths bei der Versorgung von gehörlosen Säuglingen mit bilateralen Hörgeräten, dass die Hörgeräte nach ein paar Monaten abgesetzt werden konnten, weil die Säuglinge inzwischen eine normale Hörfähigkeit entwickelt hatten. Ihre klinische Studie von 1969 bis 1973 an 21 gehörlosen Säuglingen zeigte, dass 67 % der Säuglinge, die im Alter bis 8 Monate an der Studie teilnahmen und mit Hörgeräten versorgt wurden, eine normale Hörfähigkeit entwickelten, während das bei keinem der Säuglinge, die erst nach 8 Monaten Hörgeräte erhielten, der Fall war.
Bei einer ähnlichen Studie, die durch den Otologisten Arpad Götze am Janos Spital in Budapest, Ungarn 1978–1981 mit 68 gehörlosen Säuglingen durchgeführt wurde, konnten 51 (75 %) eine normale Hörfähigkeit entwickeln, die übrigen 17 hatten gehörlose Eltern oder erhielten ihre Hörgeräte erst nach 8,5 Monaten.
Mit der Studie über kindliches Lernen von 2000 wies Alison Gopnik von der University of California nach, dass sieben Monate alte japanische und amerikanische Säuglinge gleich gut zwischen den Lauten „r“ und „l“ unterscheiden konnten, was nach zehn Monaten bei den japanischen Babys nicht mehr möglich war, da die japanische Sprache diese Unterscheidung nicht kennt und daher auch nicht unterstützt. Diese Studie bestätigt Ergebnisse der Hirnforschung, dass sich das Gehirn, gesteuert durch die Ohren, auf die Muttersprache spezialisiert und deshalb fremde Laute, die es in der Sprachumgebung nicht hört, nach dem 8–9 Monat einschränkt. Bei gehörlosen Kindern, die gar keinen sensorischen Input erhalten, ist die Einschränkung noch massiver.
Ein zweites Zeitfenster (sensitive Periode) reicht von 8 oder 9 Monaten bis etwa 3,5 Jahre und wird als Reifeperiode der Sprachentwicklung angesehen. Je länger dem Gehirn akustischer Input vorenthalten wird, desto größer wird die resultierende sensorische Deprivation, die einen Mangel an sensorischer Stimulation des Gehirns verursacht. Nicht nur, dass sensorische Deprivation auditives Lernen verhindert, es verhindert auch das neuronale Wachstum. Bei der Abwesenheit von normaler Stimulation gibt es eine empfindliche Periode bis etwa 3,5 Jahre, in denen das menschliche zentrale auditorische System maximal plastisch bleibt, nach dem Alter von 7 Jahren wird die Plastizität stark reduziert.
In der Spracherwerbsforschung wird ferner seit längerem eine kritische Periode diskutiert, nach der Erstspracherwerb nicht mehr oder nicht mehr vollständig möglich ist. Als Beginn der kritischen Periode setzte der Linguist Eric Heinz Lenneberg das erste Auftreten von Mehrwortäußerungen, als Ende die Pubertät. Diese sogenannte Critical-Period-Hypothesis ist in der Forschung kontrovers diskutiert worden. So hat man einige Belege gefunden, die dafür sprechen. In der starken Form, wie Lenneberg sie formuliert hat (Spracherwerb nur zwischen dem Auftreten der Mehrwortäußerungen und vor der Pubertät), ist sie nicht mehr haltbar.

## Theorien zur Erklärung des Erstspracherwerbs
Der Erstspracherwerb bei Kindern ist besonders bemerkenswert, weil Kinder auch Sprachregeln erwerben, für die es in ihrem Alltag keine Evidenz gibt, die also im alltäglichen Sprachgebrauch, mit dem sie konfrontiert werden, kaum vorkommen. Von allen Regeln der Muttersprache wird nur eine begrenzte Anzahl ausprobiert. Abweichungen von den Normen der Muttersprache sind dabei systematisch. Auch wenn Kinder von ihren Eltern sprachlich nicht korrigiert werden, erwerben sie die Muttersprache vollständig. Ähnlich verhält es sich mit dem Erwerb einer zweiten Sprache, die parallel zur Erstsprache erworben wird, dem bilingualen Erstspracherwerb. Forscher haben deshalb versucht, Erklärungen für diesen scheinbar mühelosen Erwerb der Erstsprache zu finden.
Die Art und Weise, wie sich der Spracherwerb entwickelt, wird von sozialen, biologischen, und kognitiven Faktoren beeinflusst. Die Sprache ist ihrerseits ein maßgebender Faktor für die kognitive Entwicklung.
Es gab angeblich frühe Experimente, um herauszufinden, ob es eine vererbte universelle Menschheitssprache (Proto-Welt-Sprache) gäbe. Die angeblichen Experimente des Pharaos Psammetich I., des Staufenkaisers Friedrich II. und Jakobs IV. schlugen entweder fehl oder führten zu der Erkenntnis, dass Phrygisch bzw. Hebräisch die Proto-Welt-Sprache wäre. 
Zur Entstehung von Sprache gibt es heute verschiedene theoretische Ansätze, wobei die bekanntesten der nativistische, der kognitiven und der Interaktionsansatz sein dürften. Während die Nativisten das Vorhandensein einer erblichen Universalgrammatik (Sprachstruktur) annehmen, vertritt der kognitive Ansatz die Ansicht, dass erste sprachliche Kategorien aus sensomotorischen Strukturen entstehen, und die Vertreter der sozialen Interaktion, dass die Sprache durch die Interaktion von Mutter und Kind erworben wird. Die Frage, ob der Spracherwerb eher genetisch bestimmt oder durch die Erfahrung des Kindes beeinflusst wird, wird in der Forschung kontrovers diskutiert. Die Diskussion ist auch unter dem Stichwort nature vs. nurture (dt. ‚Natur gegen Erziehung‘) in die Literatur eingegangen.

### Nativistische Erklärungsansätze des Spracherwerbs
Der Erklärungsansatz des Nativismus geht davon aus, dass Kinder über ein angeborenes, speziell für die Sprache reserviertes Modul im Gehirn verfügen, das durch sprachlichen Input aktiviert und dann sprachspezifisch ausgeprägt wird. Der nativistische Ansatz geht unter anderem auf Noam Chomsky zurück, der argumentiert, dass Kinder über ein angeborenes Sprachvermögen verfügen müssen, denn am Ende des Spracherwerbs beherrschen sie die Sprache flüssig und fehlerfrei, obwohl der Input, den sie hören, Fehler enthält und nicht alle sprachlichen Konstruktionen enthält, die in einer Sprache möglich sind. Chomsky widerspricht damit dem Erklärungsansatz des Behavioristen B. F. Skinner, der behauptet, dass Spracherwerb mit der Nachahmung von sprachlichem Input erklärt werden kann.
Chomsky hat seine These über das Sprachmodul im Gehirn mehrfach revidiert: So ging er zunächst davon aus, dass Kinder über einen Spracherwerbsmechanismus (Language Acquisition Device, LAD) verfügen, mit dem sie sprachlichen Input bewerten und aufgrund dessen sie grammatische und ungrammatische Äußerungen in der Sprache herausfinden. Dies gab er jedoch später zugunsten der Prinzipien-und-Parameter-Theorie auf, laut der Kinder über eine Universalgrammatik verfügen, die allen Sprachen gemeinsam ist. Das Kind verfügt damit bereits über alle angeborenen universalen Sprachprinzipien und muss nur, durch sprachlichen Input getriggert, Parameter setzen, die die Variation der verschiedenen Sprachen abbilden.
Als Argumente für ein angeborenes Sprachmodul werden auch Erkenntnisse aus der Neurolinguistik und der Genetik herangezogen. Seit der Entdeckung des für Spracherwerb und Lautäußerungen relevanten FOXP2-Gens gibt es die Theorie, dass genetische Faktoren beim Spracherwerb eine Rolle spielen.
Der Nativismus ist vielfach kritisiert worden, unter anderem weil sich das in der Theorie behauptete angeborene Wissen nicht empirisch nachweisen lässt. Darüber hinaus führen Kritiker an, dass die von Chomsky angenommene Unabhängigkeit (Autonomie) des Sprachvermögens von anderen kognitiven Prozessen sich nicht mit einigen Forschungsergebnissen deckt: So zeigen Forschungen zu kognitiv beeinträchtigen Kindern mit Williams-Syndrom, dass auch deren Sprachfähigkeit eingeschränkt ist, was gegen eine mögliche Autonomie des Sprachmoduls sprechen würde.

### Kognitivistische Erklärungsansätze des Spracherwerbs
Die kognitivistischen Erklärungsansätze verneinen ein speziell für die Sprache reserviertes Modul im Gehirn und führen den Spracherwerb vielmehr auf allgemeine kognitive Entwicklung des Kindes zurück. Der Spracherwerb ist laut den Kognitivisten Teil der Entwicklung der Intelligenz und verläuft parallel zum Aufbau der sensomotorischen Intelligenz. Wichtigster Vertreter der Kognitivisten ist der Entwicklungspsychologe Jean Piaget, dessen Entwicklungsmodell der Intelligenz bei Kindern die Basis für den kognitivistischen Erklärungsansatz des Spracherwerbs legte.
Laut Piaget ist der Spracherwerb untrennbar mit der kognitiven Entwicklung des Kindes verbunden und kein separater Prozess. Intelligenzentwicklung beim Kind ist nach Piaget ein Konstruktionsprozess: Das Kind nimmt Input von außen auf, verarbeitet diese Reize und baut auf dieser Basis neue Wissensstrukturen auf. Spracherwerb kann nach Piaget nur stattfinden, wenn bestimmte kognitive Voraussetzungen erfüllt sind. So ist für Sprache speziell erforderlich, dass das Kind bereits einige Entwicklungsphasen der sensomotorischen Intelligenz durchlaufen hat. Das Kind ist zunächst stark auf die direkte Wahrnehmung von Gegenständen und auf das eigene Handeln und Erleben beschränkt. Erst wenn das Kind innere Vorstellungen von vorher Wahrgenommenem bilden kann, also z. B. von einem nun nicht mehr vorhandenen Gegenstand, ist es in der Lage, Sprache zu erlernen, denn damit hat das Kind eine der wichtigsten Funktionen von Sprache begriffen: Sprache dient als Symbol, um vorher Wahrgenommenes zu repräsentieren.
Piagets entwicklungspsychologischer Ansatz konzentriert sich eher auf die allgemeine Intelligenzentwicklung, weshalb Fragen zur Erklärung des Erwerbs des Satzbaus, des Wortbedeutungserwerbs und der Kommunikationsfähigkeit des Kindes erst von seinen Mitarbeitern und späteren Vertretern des Kognitivismus ausgebaut wurden.
Piagets Intelligenz- und Sprachentwicklungstheorie ist auf verschiedenen Ebenen kritisiert worden. Zum einen sprechen inzwischen empirische Daten aus neueren Studien gegen einige Annahmen Piagets: Einige Studien zeigen etwa, dass Säuglinge durchaus mehr Kompetenzen haben, als Piaget angenommen hat, so haben Babys im Alter von 3 bis 4 Monaten schon ein einfaches Verständnis von Zahlen und Mengen, was laut Piaget erst später sich entwickeln soll. Piagets Stufenmodell einer phasenweisen Entwicklung, in der eine Stufe auf der anderen aufbaut, wird auch nicht durch empirische Daten gestützt. Vielmehr zeigen Studien, dass es in der sprachlichen Entwicklung nach ersten Fortschritten zwischendurch wieder Einbrüche gibt, was durch das Stufenmodell nicht gedeckt ist. Auch aus konzeptionellen und methodischen Gründen ist Kritik geübt worden: So ist ein zentraler Punkt der Arbeiten Piagets, dass die kognitive Entwicklung eine Voraussetzung für die sprachliche Entwicklung ist. Kritiker sagen, dass man, nur weil die kognitive Entwicklung der sprachlichen Entwicklung vorausgeht, deshalb nicht notwendig auf einen Kausalzusammenhang schließen kann.

### Interaktionistische Erklärungsansätze
Interaktionistische Erklärungsansätze des Erstspracherwerbs gehen davon aus, dass Spracherwerb das Ergebnis einer Interaktion zwischen kindlichen Entwicklungsprozessen und Einflüssen von außen, etwa durch Bezugspersonen wie die Eltern. Diese Erklärungsansatz stellt damit einen Mittelweg zwischen dem Nativismus dar, der seinen Schwerpunkt auf die angeborene Sprachfähigkeit des Kindes setzt, und dem Kognitivismus, der den Einfluss von außen auf das Kind betont. Grundgedanken der interaktionistischen Erklärungsansätze gehen auf den Linguisten Lew Semjonowitsch Wygotski zurück, der in den 1930er Jahren ein Konzept zur Entwicklung von Sprache und Denken entworfen hat. Ein wichtiger Gedanke Wygotskis war die zentrale Rolle der Betreuungspersonen wie etwa die Eltern beim Spracherwerb. Sprache wird nach diesem Ansatz primär durch Interaktion zwischen dem Kind und den Personen in seiner Umgebung erworben.
Besondere Aufmerksamkeit in interaktionistischen Erklärungsansätzen hat das Phänomen des Baby Talk oder Motherese (auch dt. ‚Ammensprache‘) erfahren. Forscher versuchten herauszuarbeiten, dass Bezugspersonen wie die Mutter des Kindes ihre Sprache auf die Bedürfnisse und den Entwicklungsstand des Babys anpasst, etwa durch eine höhere Stimmlage, eine klare Intonation oder einen vereinfachten Satzbau, um das Sprachenlernen beim Kind zu erleichtern. Jerome Bruner ist ein Vertreter dieses Ansatzes, der die Rolle der Mutter im Spracherwerb besonders betont. Das Kind erwirbt die Sprache durch Interaktion mit seinen Betreuungspersonen wie etwa seinen Eltern, die das Kind durch ihre Reaktionen auf das Kind ihre kommunikativen Absichten verdeutlichen und die das Kind zur Kommunikation motivieren.
Andere Ansätze wie z. B. die des Linguisten Michael Tomasello und seinen Mitarbeitern setzen den Spracherwerb in den Kontext kultureller, biologischer und psycholinguistischer Prozesse. So ist nach Tomasello Spracherwerb ein Lernen, und zwar durch die Bemühungen des Kindes, die Intentionen des Gesprächspartners zu verstehen und schließlich aus dem sprachlichen Input eine Grammatik zu konstruieren.
Auch die interaktionistischen Erklärungsansätze wurden zum Teil kritisiert. So wurde einigen Studien vorgeworfen, sie verfolgen eine zu einfache Annahme, dass Spracherwerb im Wesentlichen Imitation der Eltern ist. Ferner wurde speziell im Zusammenhang mit Baby Talk darauf hingewiesen, dass diese speziell auf das Kind angepasste Sprache der Eltern wohl eher ein Phänomen der westlichen Mittelschicht ist und nicht auf andere soziale Schichten oder andere Kulturen verallgemeinerbar ist.

### Weitere Ansätze
Ein früher Ansatz, der Anfang des 20. Jahrhunderts eher auf die sozialen Faktoren im Spracherwerb abhebt, ist der von Alfred Adler. Er betrachtet den Ursprung der Sprache im sozialen Leben der Menschen. Er sieht die Sprache als Produkt und Bindemittel des gemeinsamen Lebens der Menschen, als gemeinsame Schöpfung der Menschheit und als Ergebnis des Gemeinschaftsgefühls. Sprache wäre für ein einzeln lebendes Wesen völlig überflüssig. Einen Beweis für diesen Zusammenhang sieht er darin, dass Menschen, die unter Bedingungen aufwachsen, unter denen der Anschluss an andere Menschen erschwert oder verwehrt ist oder die diesen Anschluss verweigern, fast regelmässig an ihrer Sprache oder Sprachfähigkeit Mangel leiden. Sprache hat für ihn eine tiefe Bedeutung für die Entwicklung des menschlichen Seelenlebens, weil logisches Denken nur unter der Voraussetzung der Bildung von allgemeingültigen Begriffen durch die Sprache möglich sei.

## Spracherwerbsstörungen und Sprachförderung

### Störungen des Spracherwerbs
Es gibt zahlreiche äußere und innere Einflüsse, die zu Sprachstörungen führen können. Man unterscheidet bei Kindern zwischen den folgenden Arten von Sprachstörungen:
- Sprachentwicklungsstörungen
- Organisch bedingte Sprachstörungen
- Interaktiv bedingte Sprachstörungen

Zu den Sprachentwicklungsstörungen zählt man die Dyslalie (oder Stammeln), den Dysgrammatismus und die lexikalische Erwerbsstörung. Während beim Dysgrammatismus die Bildung von Sätzen gestört ist, ist bei der lexikalischen Erwerbsstörung der Wortschatz des Kindes betroffen. Zu organisch bedingten Sprachstörungen gehören die Stimmstörungen wie ständiges Flüstern und kindliche Aphasie (Sprachverlust). Interaktiv bedingte Sprachstörungen sind Stottern, Poltern und Mutismus.
Für Sprachstörungen bei Kindern sind verschiedene Ursachen denkbar. Bei länger andauernden Störungen oder Verzögerungen oder sogar Ausbleiben der Sprachentwicklung sollte man an Hörstörungen, an eine Entwicklungsverzögerung, eine geistige Behinderung oder an Autismus denken. Es gibt jedoch eine kleine Gruppe von Kindern (etwa 5–8 % eines Jahrgangs), deren Sprachentwicklungsstörung nicht auf schwerwiegende emotionale oder soziale Probleme, unzureichendes Hörvermögen, beeinträchtigte Sprechorgane, mentale Zurückgebliebenheit oder neuronalen Schäden zurückgeführt werden kann. Diese heterogene Gruppe von Kindern hat einen verzögerten Beginn des Spracherwerbs, einen verlangsamten Verlauf des Spracherwerbs und Defizite in der Sprache. Diese Art der Sprachstörung wird mit dem Ausdruck spezifische Sprachentwicklungsstörung (SES) bezeichnet.
Als Kriterium für eine Sprachentwicklungsstörung, sei sie spezifisch oder eingebettet in eine andere Symptomatik, gilt die 50-Wörter-Regel: Wenn Kinder zum Zeitpunkt des 2. Geburtstags weniger als 50 verschiedene Wörter aktiv benutzen, gelten sie als late talker. Dann ist eine weiterführende Diagnostik (Hörprüfung, Entwicklungstest, i. d. R. im Rahmen der Kindervorsorgeuntersuchung U7) erforderlich. Weiterhin sollten sich die Eltern beraten lassen, wie sie die Sprachentwicklung ihres Kindes fördern können. Bei late talkern ist – im Gegensatz zu Kindern mit Sprachentwicklungsstörungen – eine logopädische Therapie hingegen nach heutigem Erkenntnisstand nicht erforderlich. Ein Teil der Kinder sind sogenannte „sprachliche Spätentwickler“ (engl. Late Bloomer) und haben bis zum 3. Geburtstag den Anschluss geschafft.

### Sprachförderung
Sprachförderung ist die Bemühung, Kinder/Jugendliche auf den Entwicklungsstand der Gleichaltrigen zu bringen, indem man sie mit angemessenen Methoden konfrontiert, die Fortschritte ermöglichen.
Am häufigsten trifft man den Begriff in der vorschulischen Erziehung an, aber auch in der Pädagogik der Primarstufe des Schulsystems und in den Förderschulen Sprache. Grundsätzlich aber ist Sprachförderung eine Bemühung, die heute von allen Bildungseinrichtungen – und neuerdings auch von Familien – gefordert wird. Sprachförderung ist dann von großer Bedeutung, wenn Kinder im Verlaufe ihrer Entwicklung Defizite im Sprachverständnis oder Ausdruck haben (im Vergleich mit den Gleichaltrigen); sinnvoll ist es dann, dem Kind durch gezielte sprachliche Interaktionen zu helfen, diese Defizite auszugleichen. Dabei ist die Aktivität des Kindes gefragt – zusätzliches passives Konsumieren von Sprache (z. B. vor dem Fernsehgerät) ist ohne (Förder-)Effekt. So zeigt eine Studie aus dem Jahr 2009, dass Kinder unter drei Jahren auch von speziell für Kleinkinder konzipierten Fernsehsendungen oder Videos „zur Förderung der Sprachbildung“ kaum profitieren: Kleinkinder waren nur dann in der Lage, neue Verben zu erlernen, wenn ein Erwachsener sie dabei aktiv unterstützte.
Die Ergebnisse von Sprachstandserhebungen beweisen, dass Kinder mit DaZ (Deutsch als Zweitsprache) signifikant mehr von Spracherwerbsproblemen betroffen sind als Kinder mit deutscher Erstsprache. Neben der Mehrsprachigkeit stellte sich die soziale Situation, in der sich die Familien der Kinder befinden, als ausschlaggebender Indikator für das Sprachvermögen der Kinder heraus. Kinder mit DaZ und Kinder aus sozial benachteiligten Familien haben besonderen Bedarf an Sprachfördermaßnahmen, deswegen finanzieren die Bundesländer unterschiedliche Sprachförderkonzepte im vorschulischen und schulischen Bereich, die diese Kinder zur Hauptzielgruppe haben.
Die Sprachförderung in Kindergärten und in Grundschulen ist ein interdisziplinäres Aufgabengebiet, an welchem verschiedene Wissenschaften beteiligt sind. Diese Wissenschaften, dazu gehört die Lern- und Entwicklungspsychologie, die Neurophysiologie und Neurobiologie sowie die Linguistik mit ihren Teildisziplinen (Phonetik, Phonologie, Syntax, Semantik und Pragmatik), entwickeln die für die Sprachförderung relevanten Theorien stetig weiter. Die pädagogische Praxis hat dabei die Aufgabe, neueste Erkenntnisse der Wissenschaft im Alltag der Kitas zu realisieren und in konkreten Anwendungen nutzbar zu machen.

### Sprachstandserhebung
Mit den Ergebnissen der ersten PISA-Studien, die seit 2000 alle drei Jahre im internationalen Vergleich über den Bildungsstand 15-jähriger Schüler in Deutschland Auskunft geben, rückte die Sprachförderung in den Mittelpunkt des öffentlichen Interesses. Es stellte sich heraus, dass sich Deutschlands Schüler im unteren Drittel der 31 getesteten OECD1-Mitgliedsstaaten befinden. Da der Kindergartenbesuch seit über 30 Jahren die erste Bildungsstufe des Bildungssystems darstellt und die sprachlichen Fertigkeiten bis zur Einschulung ausschlaggebend für weiteren schulischen Erfolg sind, ist die Kindergartenpädagogik mit in das Visier der bildungspolitischen Debatte geraten. Alle Bundesländer haben mittlerweile mit der Ermittlung der sprachlichen Kompetenzen von Kindern anhand einer Vielzahl verschiedener Sprachstandserhebungsverfahren begonnen. Zu NRW und Sachsen-Anhalt siehe beispielsweise Delfin-4. Mit LiSe-DaZ liegt nun ein reliables Testverfahren vor, mit dem auch Erzieher die Sprachentwicklung mehrsprachiger Kinder überprüfen können.

## Zweit- und Fremdspracherwerb
Mit Zweitspracherwerb bezeichnet man den Erwerb einer zweiten Sprache nach dem Erwerb einer ersten, in der Regel in natürlicher Umgebung, d. h. durch Alltagskommunikation, etwa auf der Straße oder in Geschäften. Beim Fremdspracherwerb wird die Sprache in der Regel im Unterricht innerhalb von Bildungsinstitutionen wie der Schule vermittelt, unter Zuhilfenahme eines Lehrplans und didaktischer Konzepte. Man bezeichnet den Fremdspracherwerb deshalb in der Forschung auch nicht so sehr als Erwerb, sondern als Sprachenlernen, wobei die Grenze zwischen Erwerb und Lernen nicht immer klar gezogen werden kann.

### Lernerfaktoren
Während die Erstsprache in der Regel vollständig und flüssig erworben wird, kann der Erwerb einer Zweit- oder Fremdsprache mehr oder weniger erfolgreich absolviert werden. So kann man speziell beim Zweitspracherwerb durch Immigranten ein Stadium der Fossilierung beobachten, ein Stadium, in dem der Spracherwerb noch nicht vollständig abgeschlossen ist, aber auf der Stufe stehen bleibt. Der Erfolg des Erwerbs einer Zweit- und Fremdsprache hängt von verschiedenen äußeren und inneren Faktoren ab. Zu den äußeren Faktoren zählen das soziale Umfeld, das Alter des Lernenden, das Prestige der Zielsprache beim Lernenden und die Relevanz der Lerninhalte für den Lernenden. Zu den inneren Faktoren zählt die Beherrschung der Erstsprache in Wort und Schrift, die allgemeine Intelligenz des Lernenden, der Zweck des Spracherwerbs (z. B. Auseinandersetzung mit einer anderen Kultur oder Erwerb einer Sprache für den Beruf) und die Motivation des Lernenden. Auch die Ähnlichkeit zwischen der Erstsprache und der Zweit- oder Fremdsprache spielen eine Rolle.
Die Rolle des Alters beim Zweit- und Fremdspracherwerb wird besonders kontrovers diskutiert. Unter dem Stichwort „kritische Periode“ oder „kritische Phase“ wird ein Alter angenommen, bis zu dem eine Zweitsprache fließend erworben werden kann: Wird ein Kind mit drei Jahren mit einer weiteren Sprache konfrontiert, so die Theorie, so kann es sich diese ebenfalls bis zum Schulanfang korrekt aneignen. Der Zweitspracherwerb erfolgt teilweise nach den gleichen Prinzipien wie der Erstspracherwerb. Das ändert sich mit Erreichen einer kritischen Phase. Diese These einer kritischen Phase wurde unter anderem von Eric Heinz Lenneberg vertreten und populär gemacht. Man betrachtet die These der kritischen Phase inzwischen sehr differenziert und geht inzwischen nicht mehr unkritisch von einem pauschalen Vorteil junger Lerner für den Erwerb von Aussprache, Wortschatz und Satzbau aus. Nur bei der Aussprache sehen die Forschungsergebnisse noch einen Vorteil junger Lerner.

### Theorien zum Zweit- und Fremdspracherwerb
Auch zum Zweit- und Fremdspracherwerb gibt es verschiedene theoretische Ansätze, die den Ablauf und die Erfolgsaussichten des Spracherwerbs erklären wollen. Zu diesen Theorien zählen die kontrastive Hypothese, die den Erfolg des Spracherwerbs von den mehr oder weniger stark ausgeprägten Unterschieden zwischen Erst- und Zweitsprache machen, oder die Hypothese einer Interlanguage, die besagt, dass Lerner im Laufe des Zweit- und Fremdspracherwerbs eine individuelle, vorläufige Lernersprache entwickeln, die sprachliche Merkmale sowohl aus der Erst- als auch aus der Zielsprache hat.

### Einführungen
- Wolfgang Butzkamm, Jürgen Butzkamm: Wie Kinder sprechen lernen. Kindliche Entwicklung und die Sprachlichkeit des Menschen. Francke, Tübingen 2004, ISBN 3-7720-8057-X.
- Gertraud Finger: Sprichst du mit mir? Basiswissen zum kindlichen Spracherwerb. Vandenhoeck & Ruprecht, Göttingen 2012, ISBN 978-3-525-70139-3.
- Britta Jung, Herbert Günther: Erstsprache, Zweitsprache, Fremdsprache: Eine Einführung. Beltz, Weinheim/Basel 2004, ISBN 978-3-407-25731-4.
- Christina Kauschke: Kindlicher Spracherwerb im Deutschen. De Gruyter, Berlin/Boston 2012, ISBN 978-3-11-028388-4.
- Gisela Klann-Delius: Spracherwerb, 3. Auflage. Metzler, Stuttgart 2016, ISBN 3-476-10321-8.
- Rosemarie Tracy: Wie Kinder Sprache lernen. Und wie wir sie dabei unterstützen können. Narr Verlag, Berlin 2008, ISBN 978-3-7720-8306-8.

### Erklärungsansätze zum Spracherwerb
- Jerome Bruner: Wie das Kind sprechen lernt. Huber, Bern 2002, ISBN 3-456-83891-3.
- Noam Chomsky: Review of Skinner's "Verbal Behavior". In: Language 35 (1959), S. 26–58.
- Noam Chomsky: Language and Mind. Harcourt, Brace & World, New York 1968. (dt. Sprache und Geist. Frankfurt am Main 1970)
- Noam Chomsky: Probleme sprachlichen Wissens. Beltz Athenäum, Weinheim 1996, ISBN 3-89547-098-8.
- Jean Piaget: Sprechen und Denken des Kindes. Ullstein, Frankfurt am Main 1983, ISBN 3-548-35159-X.
- Steven Pinker: Der Sprachinstinkt. Wie der Geist die Sprache bildet. Kindler, München 1996, ISBN 3-426-77363-5.
- Michael Tomasello: Die kulturelle Entwicklung des menschlichen Denken. Zur Evolution der Kognition. Suhrkamp, Frankfurt am Main 2006, ISBN 3-518-29427-X
- Michael Tomasello: Constructing a language. A usage-based theory of language acquisition. Harvard University Press, Cambridge, Mass. 2005, ISBN 0-674-01764-1.
- Burrhus Frederic Skinner: Verbal Behavior. Prentice Hall, Englewood Cliffs, N.J. 1985, ISBN 0-13-941591-2.
- Lev S. Vygotskij (Lew Semjonowitsch Wygotski): Denken und Sprechen. Psychologische Untersuchungen. Beltz, Weinheim 2002, ISBN 3-407-22125-8.

### Störungen des Spracherwerbs
- Jürgen Dittmann: Der Spracherwerb des Kindes. Verlauf und Störungen. 3., überarb. Auflage. C.H. Beck, München 2010, ISBN 3-406-48000-4.

### Spezialliteratur
- Julia Analena Hollmann: Language & the Brain: The Neural Basis of Foreign Language Proficiency. Verlag Dr. Kovac, Hamburg 2010, ISBN 978-3-8300-5340-8.
- Jeremy M. Anglin: Word, Object, and Conceptual Development. Norton, New York 1977.
- Karl-Heinz Best: Zur Entwicklung von Wortschatz und Redefähigkeit bei Kindern. In: Göttinger Beiträge zur Sprachwissenschaft 9, 2003, 7–20.
- Karl-Heinz Best: Gesetzmäßigkeiten im Erstspracherwerb. In: Glottometrics 12, 2006, 39–54 (PDF Volltext).
- M. Galliker: Sprachpsychologie. Francke/UTB, Tübingen und Basel 2013.
- Werner Bleyhl: Sprachlernen: Psycholinguistische Grunderkenntnisse. In: Gerhard Bach, Johannes-Peter Timm (Hrsg.): Englischunterricht. Grundlagen und Methoden einer handlungsorientierten Unterrichtspraxis. 5., aktualisierte Auflage. Francke, Tübingen 2013, ISBN 978-3-8252-4037-0, S. 23–42.
- Roger Brown: A First Language: The Early Stages. Harvard University Press, Cambridge, Mass., 1973.
- Willis Edmondson, Juliane House: Einführung in die Sprachlehrforschung. Francke, Tübingen 2000, ISBN 3-8252-1697-7.
- Hilke Elsen: Erstspracherwerb. Der Erwerb des deutschen Lautsystems. DUV, Wiesbaden 1991, ISBN 3-8244-4087-3.
- Hilke Elsen: Der Aufbau von Wortfeldern. In: Lexicology 1. Februar 1995, 219–242.
- Hilke Elsen: Ansätze zu einer funktionalistisch-kognitiven Grammatik. Konsequenzen aus Regularitäten des Erstspracherwerbs. Niemeyer, Tübingen 1999.
- Paul Fletcher, Brian McWhinney (Hrsg.): The Handbook of Child Language. Blackwell, Oxford 2004, ISBN 0-631-20312-5.
- Manuela Freitag, Nicole Hendriks: Zweitspracherwerb und Migration – kindgerechte und motivierende Unterstützung. In: K. Zimmermann-Kogel, Norbert Kühne: Praxisbuch Sozialpädagogik, Band 4, S. 126–161, Bildungsverlag EINS, Troisdorf 2007, ISBN 978-3-427-75412-1.
- Angela D. Friederici, Jutta L. Müller, Regina Oberecker: Precursors to natural grammar learning. Preliminary evidence from 4-month-old infants, PLOS one, 22. März 2011.
- Frank C. Keil: Semantic and Conceptual Developent: An Ontological Perspective. Harvard University Press, Cambridge 1979.
- Tatjana Kolberg (Hrsg.): Sprachtherapeutische Förderung im Unterricht. Kohlhammer, Stuttgart 2007.
- Norbert Kühne: 30 Kilo Fieber – Die Poesie der Kinder. Ammann-Verlag, Zürich 1997, ISBN 3-250-10326-8.
- Norbert Kühne: Wie Kinder Sprache lernen – Grundlagen, Strategien, Bildungschancen. Wissenschaftliche Buchgesellschaft & Primus Verlag, Darmstadt 2003, ISBN 3-89678-467-6.
- Norbert Kühne: Sprach- und Leseförderung. In: Katrin Zimmermann-Kogel: Praxisbuch Sozialpädagogik, Band 2, Bildungsverlag EINS, Troisdorf 2006, ISBN 3-427-75410-3, Seiten 68–93.
- Norbert Kühne: Sprachentwicklung – Erwerb und Förderung der Sprache, Unterrichtsmaterialien Pädagogik-Psychologie, Stark Verlag Nr. 694.
- Eric Heinz Lenneberg: Biologische Grundlagen der Sprache. Suhrkamp Verlag, Frankfurt 1972 (mit Anhang von Noam Chomsky: Die formale Natur der Sprache).
- Margaret G. McKeown, Mary E. Curtis (Hrsg.): The Nature of Vocabulary. Lawrence Erlbaum, Hillsdale, N.J., 987.
- Roswitha Romonath: Phonologische Prozesse an sprachauffälligen Kindern. Eine vergleichende Untersuchung an sprachauffälligen und nichtsprachauffälligen Kindern. Edition Marhold Im Verlag Volker Spiess, Berlin 1991, ISBN 3-89166-136-3.
- Monika Rothweiler: Neue Ergebnisse zum „fast mapping“ bei sprachnormalen und sprachentwicklungsgestörten Kindern. In: Jörg Meibauer und Monika Rothweiler (Hrsg.): Das Lexikon im Spracherwerb. Francke, Tübingen/Basel 1999, S. 252–277.
- Manuel Schrepfer: Ich weiß, was du meinst! Theory of Mind, Sprache und kognitive Entwicklung. AVM Verlag, München 2013, ISBN 978-3-86924-502-7.
- Dan Slobin: The Crosslinguistic Study of Language Acquisition. Lawrence Erlbaum Associates, Hillsdale 1985.
- Clara Stern, William Stern: Die Kindersprache. Eine psychologische und sprachtheoretische Untersuchung. Wissenschaftliche Buchgesellschaft, Darmstadt 1987, ISBN 3-534-07203-0. (Reprint der Ausgabe Leipzig 1928)
- Eric Wanner, Lila R. Gleitman (Hrsg.): Language Acquisition: The State of the Art. Cambridge University Press, New York 1982.
- Anna Winner: Kleinkinder ergreifen das Wort. Cornelsen, Berlin 2007, ISBN 3-589-24522-0
- Anna Winner: Bildungsjournal Frühe Kindheit – Sprache und Literacy. Cornelsen, Berlin 2009, ISBN 978-3-589-24580-2.
- Manfred Spreng: Physiologische Grundlagen der kindlichen Hörentwicklung und Hörerziehung. Arbeitsgruppe Biokybernetik, Universität Erlangen 2004
- Eckhard Friauf: Neuronale Grundlagen der Wahrnehmung – die „kritische Periode“ in der frühkindlichen Entwicklung. Universität Kaiserslautern 2012